# Tyrannochthonius antridraconis
Espèce
Tyrannochthonius antridraconis est une espèce de pseudoscorpions de la famille des Chthoniidae.

## Distribution
Cette espèce est endémique de Chine. Elle se rencontre dans des grottes au Sichuan, au Hubei et à Chongqing.

## Étymologie
Son nom d'espèce lui a été donné en référence au lieu de sa découverte, la grotte du dragon.

## Description
Tyrannochthonius antridraconis mesure de 1,8 à 2,3 mm.

## Publication originale
- Mahnert, 2009 : New species of pseudoscorpions (Arachnida, Pseudoscorpiones: Chthoniidae, Chernetidae) from caves in China. Revue Suisse de Zoologie, vol. 116, no 2, p. 185-201 (texte intégral).